# Ősköltészet
Az ősköltészet az őskori művészetek egyik ága: a szájhagyomány útján terjedő, az írásbeliség kezdete előtti szépirodalom. Ekkoriban alakultak ki az eredetmondák, melyekben közös, hogy a legtöbb nép valamilyen állattól eredeztette magát.

## Fajtái
- monda
- mítosz
- munkadal
- ima
- legenda
- mese
- ráolvasás
- varázsmondóka
- siratóének
- bölcsődal

## Magyar ősköltészet
A magyar ősköltészetben nagy jelentősége volt a magyar nép eredetének, a honfoglalásnak, a kalandozásoknak és a kiemelkedő hősöknek. A magyarok totemállata a turulmadár, illetve a (csoda)szarvas volt.